# Epiphora boolana
Epiphora boolana är en fjärilsart som beskrevs av Embrik Strand 1909. Epiphora boolana ingår i släktet Epiphora och familjen påfågelsspinnare. Inga underarter finns listade i Catalogue of Life.